# اولین‌های آسیموف
کتاب اولینهای آسیموف (به انگلیسی: The Early Asimov)
نام یکصد و بیست و پنجمین کتاب آیزاک آسیموف نویسنده آمریکایی قرن بیستم است که در سال ۱۹۷۲ توسط انتشارات دابلدی منشر شد. این کتاب شامل ۲۶ داستان کوتاه و یک مقاله علمی تخیلی است که آیزاک آسیموف آنها را در فاصلهٔ سالهای ۱۹۳۸ تا ۱۹۵۰ به رشتهٔ تحریر در آورده و در مجلات علمی تخیلی آن زمان به چاپ رسیده‌اند.

## در ایران
این کتاب در ایران با ترجمه سعید سیمرغ و به صورت کتاب الکترونیکی در سه جلد و تحت عنوان اولین داستانهای آیزاک آسیموف منتشر شده است.